# NXT TakeOver: In Your House (2021)
NXT TakeOver: In Your House (2021) – gala wrestlingu wyprodukowana przez federację WWE dla zawodników z brandu NXT. Odbyła się 14 lutego 2021 w WWE Performance Center w Orlando w stanie Floryda. Emisja była przeprowadzana na żywo za pośrednictwem serwisu strumieniowego Peacock w Stanach Zjednoczonych i WWE Network na całym świecie oraz w systemie pay-per-view. Była to trzydziesta piąta gala w chronologii cyklu NXT TakeOver i trzecia w 2021 roku.
Podczas gali odbyło się sześć walk, w tym jedna była dark matchem. W walce wieczoru, Karrion Kross obronił NXT Championship pokonując Kyla O’Reilly'ego, Adama Cole'a, Johnny'ego Gargano i Pete’a Dunne’a. W przedostatniej walce, Raquel González pokonała Ember Moon broniąc NXT Women’s Championship. W innych ważnych walkach, LA Knight pokonał Camerona Grimesa w Ladder matchu wygrywając zwakowany Million Dollar Championship oraz NXT North American Champion Bronson Reed i NXT Tag Team Champions MSK (Nash Carter i Wes Lee) pokonali Legado del Fantasma (Santosa Escobara, Joaquina Wilde’a i Raula Mendozę) w Winners Take All Six-man Tag Team matchu broniąc swoje tytuły.

## Produkcja
NXT TakeOver: In Your House oferowało walki profesjonalnego wrestlingu z udziałem wrestlerów z brandu NXT. Oskryptowane rywalizacje (storyline’y) kreowane są podczas cotygodniowych gal NXT. Wrestlerzy są przedstawieni jako heele (negatywni, źli zawodnicy i najczęściej wrogowie publiki) i face’owie (pozytywni, dobrzy i najczęściej ulubieńcy publiki), którzy rywalizują pomiędzy sobą w seriach walk mających budować napięcie. Kulminacją rywalizacji jest walka wrestlerska lub ich seria. NXT TakeOver: In Your House było trzecią galą cyklu TakeOver wyprodukowaną w 2021.

### Wpływ COVID-19
W wyniku pandemii COVID-19, która zaczęła wpływać na branżę w połowie marca, WWE musiało zaprezentować większość swojego programu z zestawu bez udziału realnej publiczności. Transmisje NXT odbyły się początkowo w macierzystej bazie NXT w Full Sail University w Winter Park w stanie Floryda. W październiku 2020 roku wydarzenia NXT zostały przeniesione do WWE Performance Center w Orlando w stanie Floryda, gdzie znajduje się "Capitol Wrestling Center", hołd złożony Capitol Wrestling Corporation, poprzednikowi WWE. Podobnie jak WWE ThunderDome wykorzystywane do programowania Raw i SmackDown, tablice LED zostały umieszczone wokół Performance Center, aby fani mogli uczestniczyć wirtualnie, podczas gdy dodatkowo obecni byli przyjaciele i członkowie rodziny wrestlerów, a także ograniczona liczba rzeczywistych fanów, oddzielonych od siebie ściankami z szkła.
W przypadku TakeOver: Stand & Deliver w kwietniu 2021 roku usunięto szklane ściany i zwiększono pojemność widowni na żywo. In Your House zwiększyło pojemność do blisko 300 widzów, będąc największym wydarzeniem NXT w Capitol Wrestling Center. Prawie wszystkie protokoły COVID-19 zostały zniesione, w tym wymagania dotyczące dystansu fizycznego i wymóg noszenia maseczek, chociaż każdy, kto uzyskał wynik pozytywny w ciągu ostatnich 14 dni, został poproszony o pozostanie w domu. Wirtualna publiczność została również usunięta wraz ze zwiększoną liczbą widzów na żywo.

### Rywalizacje
Triple Threat match pomiędzy Kyle’em O’Reillym, Pete’em Dunnem i Johnnym Gargano został zaplanowany na odcinek NXT z 1 czerwca, aby ustalić, kto zmierzy się z Karrionem Krossem o NXT Championship na gali TakeOver: In Your House. Walka zakończyła się bez rezultatu po tym, jak Adam Cole wtrącił się i zaatakował wszystkich trzech zawodników. Kross skonfrontował się z Cole’em i poprosił generalnego menadżera NXT Williama Regala o obronę tytułu przeciwko Cole’owi, O’Reilly’emu, Dunne’owi i Gargano. Regal zgodził się na prośbę Krossa i sprawił, że walka była Fatal 5-Way matchem o tytuł na gali.
González zaciekle zaatakowała Blackheart, podczas gdy Moon była zmuszona oglądać mękę po tym, jak został pokonana przez Kai, po zakończeniu tag team matchu kobiet pomiędzy drużyną Shotzi Blackheart i Ember Moon oraz drużyną Dakota Kai i NXT Women’s Championka Raquel González w odcinku NXT z 25 maja. W następnym tygodniu, Moon zawołała González i obie pobiły się w ringu. Później tej samej nocy, Moon ogłosiła, że rzuci wyzwanie González o NXT Women’s Championship na gali TakeOver: In Your House, a walka została oficjalnie ogłoszona.
25 maja na odcinku NXT, Mercedes Martinez pokonała Zayda Ramier. Później tego dnia, światła zgasły i ponownie zapaliły się na czerwono, a na ekranie LED pojawiła się Mei Ying z Tian Sha. Kiedy wszystko wróciło do normy, Martinez otrzymała czarny symbol z tyłu jej nadgarstka. W następnym tygodniu, Xia Li oglądała z Boa film o swojej przegranej w pierwszej rundzie z Martinez w inauguracyjnym Mae Young Classic (cztery lata temu) mówiąc, że to hańba dla jej rodziny i skrzywdzi ją na TakeOver: In Your House. Później tej nocy, Martinez powiedziała, że była świadoma tego, że Li była inna, po tym, jak zmierzyła się z nią na Mae Young Classic i że nie bała się Li i pokona ją na TakeOver.
10 lutego na odcinku NXT, Cameron Grimes wrócił po kontuzji i twierdził, że został inwestorem GameStop podczas swojej nieobecności (w odniesieniu do wzrostu akcji GameStop), co czyni go „najbogatszym człowiekiem w NXT”. Następnie Grimes rozpoczął feud z WWE Hall of Famerem Tedem DiBiase (The Million Dollar Man) po tym, jak spotkał go w sklepie jubilerskim podczas ich zegarków. W ciągu następnych kilku tygodni, DiBiase kontynuował feud z Grimesem. 25 maja na odcinku NXT, LA Knight skonfrontował się z Grimesem podczas segmentu Million Dollar Face-Off pomiędzy Grimesem i DiBiase, z którego Knight bronił i z którym sprzymierzył się. W następnym tygodniu ogłoszono, że pojedynek pomiędzy Grimesem i Knightem zaplanowano na TakeOver: In Your House. DiBiase później ogłosił, że zamiast tego ich walka będzie Ladder matchem o wskrzeszone Million Dollar Championship.
1 czerwca na odcinku NXT, MSK (Nash Carter i Wes Lee) skutecznie obronili swoje NXT Tag Team Championship przeciwko Legado Del Fantasma (Joaquin Wilde i Raúl Mendoza), po asyście NXT North American Championa Bronsona Reeda, który pokonał Santos Escobar podczas walki. W następnym tygodniu, Escobar zaproponował Winners Take All match o NXT North American Championship i NXT Tag Team Championship na TakeOver: In Your House, co Reed i MSK zaakceptowali.

## Wyniki walk
| Nr                                                                                    | Wyniki | Stypulacje                                                                                            | Czas  |
| ------------------------------------------------------------------------------------- | --- | --- | ----- |
| 1D                                                                                    | Sarray i Zoey Stark pokonały The Robert Stone Brand (Aliyah i Jessi Kameę) (z Robertem Stone’em)                                                                            | Tag Team match                                                                                        | 7:40  |
| 2                                                                                     | Bronson Reed (North American Champion) i MSK (Nash Carter i Wes Lee) (Tag Team Champions) pokonali Legado del Fantasma (Santosa Escobara, Joaquina Wilde’a i Raula Mendozę) | Winners Take All Six-man Tag Team match o NXT North American Championship i NXT Tag Team Championship | 13:40 |
| 3                                                                                     | Xia Li (z Boa i Mei Ying) pokonała Mercedes Martinez | Singles match                                                                                         | 7:40  |
| 4                                                                                     | LA Knight pokonał Camerona Grimesa | Ladder match o zwakowany Million Dollar Championship                                                  | 19:30 |
| 5                                                                                     | Raquel González (c) (z Dakotą Kai) pokonała Ember Moon | Singles match o NXT Women’s Championship                                                              | 12:40 |
| 6                                                                                     | Karrion Kross (c) (ze Scarlett) pokonał Kyla O’Reilly’ego, Adama Cole’a, Johnny’ego Gargano i Pete’a Dunne’a poprzez techniczne poddanie                                    | Fatal 5-Way match o NXT Championship                                                                  | 26:15 |
| (c) – mistrz/mistrzyni przed walkąD – walka była dark matchem (nietransmitowana w TV) | | |       |